# Personaggi di Dragonlance
Pagina che contiene la descrizione dei personaggi fondamentali della saga di fantasy Dragonlance.

## A

### Alhana Starbreeze
Figlia del Portavoce delle Stelle, Lorac, è una principessa degli elfi di Silvanesti ed una donna fredda e altezzosa. Il destino vorrà farla innamorare di Sturm Brightblade, al quale donerà un gioiello delle stelle, seppur non spiegandogliene il significato.
Sposerà Porthios e sarà esiliata assieme a lui dai regni elfici: durante l'esilio, con l'aiuto di Tika, metterà al mondo un figlio maschio, Silvanoshei, che sarà il primo erede al trono delle riunite nazioni di Qualinesti e Silvanesti.
Dopo la morte di Silvanoshei per mano di Mina lascerà il governo degli elfi nelle mani di suo nipote Gilthas, il figlio di Tanis e Laurana.

### Alleran Waylan
Alleran Waylan, un umano, noto anche come Waylan il Meraviglioso, è il padre biologico di Tika Waylan nel mondo fittizio di Dragonlance. Ebbe Tika con una delle bariste della Locanda dell'Ultima Casa. Alleran era un mago dilettante che spesso intratteneva le folle facendo il prestigiatore, e nel mentre dei suoi spettacoli, rubava dal suo pubblico. Era, tuttavia, piuttosto affascinante, e dunque questa era una buona distrazione quando rubava il denaro dai suoi clienti. Alleran iniziò da imbroglione abile nei giochi di prestigio, e successivamente ottenne qualche piccola magia da un mago errante. Alla fine, Alleran abbandonò Tika, e Otik divenne il suo padre adottivo.

### Amothus Palanthus
Lord Amothus Palanthus fa parte di una famiglia che da generazioni gestisce la città di Palanthas. Dopo aver studiato all'Università di Palanthas, all'età di trent'anni Amothus divenne il signore della città, una delle più grandi metropoli di Ansalon. Capì da subito che la gestione di una grande città portuale come Palanthas era un compito difficile, ma si procurò l'aiuto dei politici che erano più coinvolti ed esperti nel governare la città. Inoltre iniziò i negoziati con i Cavalieri di Solamnia, che lo ritenevano un debole leader.
Lord Amothus è un uomo intelligente, e tende a vagare spesso nei suoi pensieri. È un uomo calmo, paziente, nonché un politico astuto, e mette sempre la sua città prima di qualsiasi altra cosa. È puntuale, metodico e gentile in tutto quello che fa, con un tale senso di correttezza da poter causare persino una divergenza tra lui e la gente. Conversa frequentemente con Lord Gunthar Uth Wistan, che ritiene una piacevole persona dai gusti simili. Lord Amothus è il signore di Palanthas anche durante la Guerra della Lance, e quando la principessa elfica Lauranthalasa è nominata Generale Dorato dai Cavalieri di Solamnia, Amothus è disponibile a cederle il comando anche ai suoi soldati. Lord Amothus è il sindaco anche durante la guerra della Dama Azzurra nel 356 AC. Alla fine, ha regalato la Cittadella volante a Tasslehoff Burrfoot. Dalla fine della guerra in poi, non è noto che cosa ne sia stato di lui come Signore di Palanthas.

### Angriff Brightblade
Angriff Brightblade è il padre di Sturm Brightblade. Egli possedeva un maniero, ma in seguito al Cataclisma, quando ormai i Cavalieri di Solamnia erano stati accusati di esserne la causa, la popolazione si rivoltò contro lui e la sua famiglia, nonostante Angriff fosse sempre stato onesto e generoso con i bisognosi che risiedevano nelle sue terre. A causa di ciò, egli fece fuggire sua moglie Anna e il figlioletto Sturm durante la notte, fino a Solace. In seguito, dopo la morte della madre, Sturm tenterà di ritrovare suo padre tornando a Solamnia, ma inutilmente.

### Anna Brightblade
Moglie di un Cavaliere di Solamnia e madre di Sturm, Anna Brightblade è la perfetta castellana di un tempo ormai scomparso e, sebbene l'esilio l'abbia costretta a Solace, non trascura di adempiere ai suoi obblighi nobiliari assistendo gli infermi ed i bisognosi. Sarà proprio durante uno di questi suoi servizi di carità che Lady Brightblade contrarrà la peste dagli ammalati di Solace, malattia che, nonostante le sollecite cure di Raistlin, la porterà alla morte in breve tempo.
Lady Anna Brightblade è la responsabile della rigida educazione di Sturm agli obblighi a cui un Cavaliere di Solamnia non si può sottrarre. Ella stessa è talmente scrupolosa nell'attenersi alle regole del Codice e della Misura da fare propri anche i difetti di quel sistema, tra i quali i severi pregiudizi nei confronti della magia (dei quali Raistlin finisce, suo malgrado, per patire le conseguenze). La sua nobiltà d'animo risulterà comunque evidente anche nei giorni precedenti alla sua morte, quando ella rifiuterà di mettersi a letto, anche se gravemente malata, per adempiere ai suoi obblighi verso gli altri infermi, sin quando la stanchezza non sarà tale da vincere definitivamente tutte le sue resistenze.

### Antimodes
Mago dalle Vesti Bianche, Antimodes è un amico intimo di Par-Salian e proviene da una famiglia benestante di sarti di Port Balifor. Sarà grazie al suo interessamento, ed al suo non indifferente contributo economico, che il giovane Raistlin Majere potrà cominciare lo studio della magia, ma l'Arcimago avrà modo di pentirsene amaramente dopo aver veduto con i propri occhi la malvagità di Raistlin nell'uccidere la copia illusoria del suo gemello durante la Prova.

### Ariakan
Figlio del Generale Ariakas e della dea del mare Zeboim, Ariakan combatterà nella Guerra delle Lance al servizio del padre e verrà catturato, quasi in fin di vita, dai Cavalieri di Solamnia. Rimasto per anni in loro prigionia e finalmente rilasciato in tempi non sospetti, Ariakan prenderà spunto dalla rigida disciplina e dall'abnegazione dei Cavalieri per creare un secondo Esercito dei Draghi, il quale, come narrato nel libro I draghi dell'estate di fuoco, giungerà a un pelo dal mettere a ferro e fuoco tutto Krynn, data la sua schiacciante superiorità rispetto alle forze del bene.
Ariakan assedierà la Torre del Sommo Chierico, leggendaria fortezza dei Cavalieri di Solamnia, conquistandola per la prima volta dalla sua creazione. Il suo trionfo sarà però di breve durata: le forze demoniache del Chaos attaccheranno infatti a sorpresa le truppe dei Cavalieri di Takhisis, ed Ariakan morirà eroicamente affrontando i numerosissimi demoni nel cortile del palazzo.

### Ariakas
Comandante in capo delle forze draconiche, secondo per grado solo alla Regina delle Tenebre in persona, Ariakas è il figlio di un chierico del male che ha brutalmente assassinato la moglie quando egli era ancora un bambino, e che è stato a sua volta brutalmente assassinato dal figlio una volta raggiunta l'età adulta.
Ariakas è un mago rinnegato dalle Vesti Nere (nelle prime versioni dei manuali di gioco veniva descritto come un chierico, successivamente come un mago rinnegato che acquisiva i poteri magici direttamente da Takhisis), con la passione della guerra, molto devoto alla sua oscura Signora, dalla quale ha ricevuto il comando degli Eserciti dei Draghi durante la Guerra delle Lance. Verrà però abbandonato da Takhisis, ed ucciso da Tanis Mezzelfo con l'aiuto segreto di Raistlin Majere, ormai diventato un mago oscuro.

### Astinus
Astinus di Palanthas, conosciuto anche come "Immortale", è il sommo capo della Biblioteca cittadina. Serio e glaciale, passa le sue giornate a scrivere ininterrottamente tutto ciò che accade nel mondo conosciuto, di cui viene a conoscenza grazie a un globo magico onniveggente fabbricato per lui da Fistandantilus (in quel momento Astinus ha però a che fare con Raistlin Majere e non con Fistantandilus come lui crede). Si afferma che nessuno di coloro che abbiano incontrato Astinus riesca a ricordare il suo volto, con l'unica eccezione degli occhi, che serbano in sé tutta la vecchiaia del mondo.
Astinus è un fedele servo del dio Gilean, anche se voci di kender non confermate suggerirebbero che egli sarebbe addirittura Gilean in persona. Una leggenda afferma in questo senso che Astinus è stato addestrato da Gilean per tornare al principio dei tempi e diventare Gilean, entrando così un loop temporale.
Dopo il furto del mondo da parte della Regina Oscura Astinus è scomparso da Palanthas.

## B

### Bakaris
Amante di Kitiara e comandante delle truppe in sua assenza, Bakaris è stato ferito ad un braccio da Laurana alla Torre del Sommo Chierico, ed è stato in seguito catturato dai Cavalieri di Solamnia. Kitiara lo userà come merce di scambio per catturare Laurana, ma Bakaris avrà comunque una fine ignominiosa per mano di Tasslehoff.

### Berem
Berem è un uomo dai molti nomi. C'è chi lo chiama col suo vero nome da umano, chi lo appella Everman (l'Uomo Eterno), e chi invece, riferendosi alla caratteristica più importante della sua fisionomia, lo definisce "l'Uomo della Gemma Verde".
La gemma verde che Berem porta incastonata nel petto, infatti, è la causa dell'inizio della sanguinosa Guerra delle Lance. Vi ha dato inizio proprio lui, staccando la gemma con un atto sacrilego dalla colonna del tempio di Istar, finito a Neraka per volere di Takhisis, e bagnandola col sangue di sua sorella Jasla. Questo ha permesso alla Regina delle Tenebre di tornare, ed ha dato inizio alla frenetica caccia di quest'uomo da parte degli Eserciti dei Draghi per ucciderlo.
Berem è, letteralmente, un Uomo Eterno. Da quando, poco tempo dopo il Cataclisma, la gemma verde è rimasta incastonata nel suo petto, infatti, egli non è mai più invecchiato e non ha mai potuto morire, trascinandosi per trecento anni da una sofferenza all'altra. Il suo aspetto è quello di un cinquantenne, tranne per gli occhi e le mani che ricordano quelli di un ragazzo, e la sua mente è sempre assente, come se ascoltasse e rivivesse le voci di un lontano passato.
Gli Eroi delle Lance lo incontrano per la prima volta a Pax Tharkas, dopodiché lo ritrovano a bordo della Perechon, la nave di Maquesta Kar-thon. Il suo contributo, assieme a quello dello spirito della sorella morta, sarà fondamentale per l'esito dell'ultima battaglia contro la Regina Oscura.

### Bupu
Tenera e goffa, Bupu è un personaggio che, pur nella sua umiltà, riveste una certa importanza sia nelle Cronache che nelle Leggende. Appartenente alla razza dei nani di fosso, una sfortunata casta di nani dall'intelligenza limitata che vive nella sporcizia e nella schiavitù, Bupu cade vittima di un Incantesimo da parte di Raistlin Majere nelle miniere di Xak-Tsaroth che la fa perdutamente innamorare del mago.
Bupu rappresenta una tra le poche parentesi di pietà e di gentilezza di Raistlin, come la nana stessa confessa fra le lacrime quando interrogata dal potente Par-Salian, in uno dei passaggi più commoventi della seconda saga. La sua uccisione, avvenuta nel terzo libro delle Leggende (in un futuro possibile che poi non si realizzerà), dà un'idea a Caramon e Tasslehoff degli abissi di perversione in cui sia precipitato Raistlin dopo la sua vittoria contro la Regina delle Tenebre.

## C

### Caramon Majere
Puoi trovare l'articolo riguardante questo personaggio andando alla pagina Caramon Majere.

### Crysania
Dama Crysania è un chierico del dio Paladine. Nata nella nobile famiglia dei Tarinius di Palanthas e di aspetto splendido, con grandi occhi grigi e lunghi capelli neri, volta le spalle giovanissima al matrimonio con un uomo facoltoso per dedicare la sua vita al servizio del dio. Infatti, circa all'età di 25 anni, quando Elistan giunge a Palanthas dopo la fine della Guerra delle Lance, Crysania apprende dall'anziano chierico i precetti dell'antica religione e ne rimane affascinata. Scoprendo alla fine di poter dare uno scopo alla propria vita, lascia la casa paterna ed i propri affezionatissimi genitori, per cominciare la sua nuova vita nel primo nucleo del Tempio di Paladine che Elistan edifica a Palanthas.
Fredda e composta all'esterno, emotiva ed a volte insicura della sua fede in profondità, aiuterà Raistlin, di cui s'innamora perdutamente, ad entrare nell'Abisso nella speranza di redimerlo, ma verrà poi da lui abbandonata in fin di vita. Portata in salvo da Caramon, rimarrà tuttavia cieca: questa cecità, comunque, non le impedirà di guidare la chiesa dopo la morte di Elistan.
Durante la Guerra del Caos, Crysania trova l'amore in un mago dalle Vesti Bianche di nome Valin, che ha servito per un certo tempo la sacerdotessa non vedente come guida. Valin inizialmente dichiara il suo amore per Crysania, ma viene respinto da lei a causa della dedizione di Crysania per la gente di Krynn come capo della chiesa di Paladine. Durante la Guerra del Caos, Crysania perde il contatto con Paladine, ed ogni chierico, compresa Crysania, perde la capacità di guarire. Essendo il capo della chiesa di Paladine, Crysania cerca un modo per comunicare di nuovo con gli dei, per ravvivare la fede e la speranza dei cittadini di Krynn. L'Elfo Oscuro Dalamar presenta a Crysania la descrizione di cinque pietre, conosciute come le pietre del Drago, che hanno il potere di comunicare direttamente con gli dei. Dalamar trasforma Valin nella tigre bianca conosciuta come Tandar, in modo che essa funga da guida per Crysania mentre lei cerca le restanti Pietre del Drago. E affinché Valin ritorni nuovamente umano, Crysania dovrà dichiarare il suo amore per lui. In cambio, Dalamar chiede a Valin di riferirgli i loro progressi nella ricerca delle pietre del Drago. In quanto tigre, Valin è in grado di fornire a Crysania il potere di vedere dal suo punto di vista, e ha la capacità di comunicare con lei telepaticamente. Insieme ad altri tre viaggiatori, Crysania e Valin viaggiano per Neraka per trovare le tre Pietre del Drago disperse. Dopo aver trovato le pietre, la coppia viaggia per Godshome dove Crysania è finalmente in grado di comunicare con Paladine. Paladine informa Crysania che gli dèi sono andati via da Krynn e che è arrivato il momento che i mortali vivano per conto proprio. Crysania alla fine scopre che la tigre bianca Tandar è in realtà Valin. Dopo aver scoperto che gli dei sono andati via, Crysania infine ammette di amare Valin, rompendo così l'incantesimo di Dalamar. Crysania e Valin viaggiano indietro a Palanathus ed affrontano insieme le prove dell'Era dei Mortali. Dopo la guerra e l'apparente partenza di Paladine, Crysania diventa un mistico della Cittadella del Cuore di Goldmoon; consiglia inoltre Lord Liam, il Gran Maestro dei Cavalieri di Solamnia, per ricostruire l'ordine del Chierico attorno al misticismo. Si sa che lei è sopravvissuta alla Guerra delle Anime, ma non ha più il controllo della ormai decaduta Chiesa di Paladine.

## D

### Dalamar Argent
Elfo Silvanesti appartenente all'ordine delle Vesti Nere ed allievo di Raistlin Majere, Dalamar è animato da una profonda ambizione che gli ha valso la terribile punizione di essere proclamato elfo scuro e scacciato dalle terre natìe, per aver commesso il crimine di indossare le Vesti Nere che nessun elfo può anche solo permettersi di guardare senza rabbrividire. Entrato al servizio di Raistlin come spia del Conclave, subirà da lui una crudele punizione per aver sperato d'ingannarlo: Raistlin gli brucerà infatti la pelle del petto con il semplice tocco delle dita, lasciandogli cinque ferite suppuranti che nessun incantesimo potrà mai più guarire.
Dalamar diventa amante di Kitiara durante la lotta contro Raistlin, ma a causa delle macchinazioni di Lord Soth che inganna entrambi, finisce per ucciderla durante l'attacco da lei lanciato alla città di Palanthas. Alla scomparsa del suo shalafi ("maestro", in lingua elfica) Dalamar prende il controllo della Torre di Palanthas, della quale tuttavia non diventerà mai l'indiscusso padrone, per il continuo aleggiare dello spirito di Raistlin sopra di lei. Successivamente, nelle vicende immediatamente antecedenti alla guerra contro il Chaos, avrà una parte importante nell'intrappolare il figlio di Tanis Mezzelfo, Gilthas, a Qualinesti, in cambio di poter passare un solo mese nella sua indimenticata terra natale, Silvanesti.
Durante la quinta era, Dalamar scoprirà la magia negromantica grazie all'aiuto di Takhisis, pur senza rendersene conto, per poi perderne il controllo durante la Guerra delle Anime. Ucciso, insieme a Palin, da Mina durante la guerra, proverà ad allearsi sia con il dragone Malys sia con Takhisis e al suo termine, con il ritorno degli dèi, egli verrà riportato in vita e recupererà i poteri magici, ma per questo suo tradimento degli dei della Magia verrà condannato a non poter più entrare nella Torre dell'Alta Stregoneria di Palanthas.
Nonostante il fatto che le Vesti Nere indichino la malvagità nell'universo di Dragonlance, Dalamar ha aiutato molti nobili personaggi per la causa del bene in molteplici occasioni.

### Derek Crownguard
Potente Cavaliere di Solamnia appartenente all'Ordine della Rosa, Lord Derek Crownguard entrerà in conflitto con Sturm Brightblade in seguito alla sua gestione della fuga da Qualimori, nell'Ergoth del Sud, e finirà per sviluppare un cocente odio per l'aspirante Cavaliere, che lo spingerà a tentare di ostacolare la sua ammissione fra le file dei Cavalieri di Solamnia in ogni modo. Divenuto folle in seguito allo stress per l'attacco degli Eserciti dei Draghi ai confini di Solamnia, Derek Crownguard finirà per trovare la morte alla Torre del Sommo Chierico, quando il desiderio di correre incontro alla gloria lo spingerà a guidare un manipolo di Cavalieri in una missione suicida contro i draconici al servizio della Regina delle Tenebre, senza prestare il minimo ascolto agli avvertimenti di Sturm stesso e di Laurana.

### Dracart
Dracart è il mago dalle Vesti Nere che, seguendo gli ordini di Sua Maestà Oscura Takhisis, creò magicamente il primo draconico corrompendo mortalmente le uova dei draghi buoni ed infrangendo così il giuramento dei draghi.

## E

### Elistan
Elistan fu trovato dagli Eroi delle Lance mentre agonizzava come schiavo nelle miniere di Pax Tharkas, e venne risanato da Goldmoon con le sue arti taumaturgiche. Questi avvenimenti portarono ad una sua repentina conversione alla fede dei veri dèi, ed egli stesso fu così saldo nella sua fede da riuscire ad erigere il primo tempio di Paladine dai tempi del Cataclisma, a Palanthas. Morirà pochi mesi dopo la fine della guerra, non prima di aver scelto dama Crysania come successore alla guida della chiesa.

## F

### Fistandantilus
Fistandantilus, soprannominato l'Oscuro, fu un potente mago vissuto all'epoca della grande città di Istar, al culmine del regno del Gran Sacerdote. La sua grande longevità fu dovuta alla sua capacità di nutrirsi dell'essenza dei giovani suoi apprendisti, grazie ad un talismano di ematite donatogli dalla Regina delle Tenebre in persona.
In seguito al suo folle progetto di voler diventare un dio, Fistandantilus compì un viaggio verso le Pianure della Polvere alla testa di un grande esercito (l'Esercito di Fistandantilus, appunto), per trovare il magico Portale per l'Abisso conservato nella fortezza di Zhaman: il suo tentativo fu però infruttuoso per colpa di uno gnomo che, nel momento in cui Fistandantilus pronunciava l'incantesimo per aprire il Portale, azionò un congegno magico per i viaggi nel tempo che interferì con l'incantesimo del mago e causò l'esplosione della fortezza, spianando completamente le Pianure della Polvere ed uccidendo tutti i nani che si stavano affrontando sul campo di battaglia.
La forza dell'esplosione, tuttavia, non uccise Fistandantilus, che si ritrovò a vagare come una specie di spirito in un piano d'esistenza da lui stesso predisposto per contrastare la morte: da qui, al mago era possibile fare sporadiche sortite su Krynn, che egli utilizzava per intrufolarsi nelle Prove dei giovani maghi, alla ricerca di un apprendista qualsiasi che avesse voluto fondersi con lui e regalargli la sua forza vitale in cambio del potere più assoluto. A tutti i maghi con cui veniva in contatto (rigorosamente malvagi), Fistandantilus offriva sempre il proprio patto o la morte: l'unico ad accettare quella fatale promessa fu Raistlin Majere, che usufruì della conoscenza datagli da Fistandantilus (la sua pelle dorata fu invece una difesa sviluppata inconsciamente proprio per proteggersi dall'arcimago) per contrastare l'attacco degli elfi scuri. In seguito a quella scelta, Fistandantilus poté attingere alla forza vitale di Raistlin e tornare al suo originario piano d'esistenza: tuttavia, anche Raistlin divenne in grado di attingere alla potenza magica di Fistandantilus, e fu da questa che derivò il devastante potere del giovane arcimago. Poco prima del termine della Guerra delle Lance Raistlin riuscirà ad imprigionare Fistandantilus all'interno di uno dei Globi dei Draghi, ma sarà costretto a liberarlo poco tempo dopo per poter usare a pieno i poteri dell'artefatto. Fistandantilus cercherà di impossessarsi fisicamente del corpo di Raistlin in uno scontro avvenuto poco prima del tentativo della dea Takhisis di rientrare nel mondo, ma finirà per essere accoltellato dal giovane mago, che avrà il tempo di assorbire parte dei poteri dell'arcimago, aumentando a dismisura le proprie capacità, tanto da sbaragliare da lì a poco sia i chierici oscuri sia molte delle Vesti nere che servivano la dea.
Nella trilogia delle Leggende di Dragonlance Raistlin viaggia nel passato per studiare con Fistandantilus, completare la sua preparazione, e infine sostituirsi a lui nel tentativo di divenire una divinità. Poco prima della caduta di Istar, Fistandantilus smascherò Raistlin, tornato indietro nel tempo e spacciatosi per uno dei giovani apprendisti dell'Oscuro, e lo combatté in uno scontro poderoso. L'esito dello scontro è lasciato ambiguo, ma uno dei due maghi utilizzò il ciondolo di ematite per prosciugare l'altro della sua forza vitale e delle sue conoscenze, con il superstite che si pone una domanda sulla propria identità, ma per come si evolve la trama, sia in quella trilogia sia nelle opere successive, il vincitore risulta essere stato Raistlin. Raistlin, infatti, finì per ricalcare passo passo le orme dell'Oscuro, rifacendo il suo viaggio indietro nel tempo e mettendosi alla testa dell'Esercito di Fistandantilus nella Guerra di Porta dei Nani, e venne da molti, Astinus compreso, riconosciuto come Fistandantilus stesso.

### Fizban
Vedi Paladine.

### Flint Fireforge
Puoi trovare l'articolo riguardante questo personaggio andando alla pagina Flint Fireforge.

## G

### Gakhan
Gakhan è il sicario personale e la spia fidatissima di Kitiara, un draconico vile e senza scrupoli, che ha guidato di persona il massacro ai danni di Que-shu per trovare il bastone di cristallo azzurro e che ha seguito il gruppo degli Eroi per tutto Ansalon per ordine della sua padrona.
Muore a Neraka per mano di Berem, poco prima della sconfitta di Takhisis.

### Gerard Uth Mondar
Cavaliere di Solamnia che era di guardia alla tomba degli Ultimi Eroi, all'inizio della Guerra delle Anime. Gerard è descritto come un uomo dal volto poco attraente, cosa che viene compensata dal suo atteggiamento fiducioso. Ha aiutato Laurana e gli elfi di Qualinesti nella loro battaglia contro il dragone Beryl. Alla fine chiude con il Cavalierato, per l'incapacità dei Cavalieri nell'aiutare gli elfi Qualinesti ormai in esilio, e diventa lo sceriffo di Solace.

### Gilean
Puoi trovare l'articolo riguardante questa divinità alla pagina Gilean, nella sezione Divinità di Dragonlance.

### Gilon Majere
Marito di Rosamun, padre dei gemelli e patrigno di Kitiara, Gilon Majere è un uomo buono, gentile e semplice da cui ha preso tutto il figlio Caramon, e che invece non assomiglia per nulla a Raistlin. Taglialegna di professione, muore schiacciato da un albero sul Picco dell'Occhio che Prega, lasciando orfani i due figli appena sedicenni.

### Gilthas
Gilthas è l'unico, adorato figlio di Tanis Mezzelfo e Laurana, e deve il suo nome al ricordo dello zio materno Gilthanas. Di salute cagionevole, nutre un acceso risentimento nei confronti del padre, del cui sangue umano si vergogna terribilmente. A causa dell'iperprotettività dei genitori, che vorrebbero tenerlo lontano dai pregiudizi riservati ai mezzosangue come lui, finirà catapultato in mezzo ai giochi di potere di Qualinesti e si ritroverà, contro la sua volontà, ad essere eletto come capo-fantoccio della comunità elfica, scacciando dal trono i legittimi sovrani, Porthios ed Alhana. La sua cocciutaggine ed il suo orgoglio personale, ereditati dal padre che tanto disprezza, gli permetteranno tuttavia di non lasciarsi schiacciare dall'ambizione del Senatore Rashas e di continuare a mantenere una certa autonomia, che egli sfrutterà per cercare di minare i folli piani del senatore stesso.
Al termine della Guerra delle Anime si ritroverà a dover guidare le popolazioni dei Qualinesti e dei Silvanesti, riunite e senza più patria.

### Gilthanas
Fratello di Porthios e Laurana e fratello adottivo di Tanis Mezzelfo, Gilthanas subisce il triste destino di innamorarsi di Silvara, un drago d'argento, nel bel mezzo della Guerra delle Lance. La fine della loro storia d'amore è definita da tutti come tragica, ma non viene mai raccontata per intero nel corso della saga.
Dopo la guerra contro Chaos Gilthanas viene catturato dai Silvanesti, che lo tengono prigioniero per 12 anni. Dopo varie peripezie e una lunga ricerca per ritrovare Silvara viene imprigionato dai servi di Khellendros e liberato da questi dagli "Eroi del Cuore", una compagnia di avventurieri di cui fanno parte, tra gli altri, Ulin Majere, il figlio di Palin e Jasper Fireforge, il nipote di Flint. Con una parte di questo gruppo ritroverà Silvara, che si sta fingendo un cavaliere di Solamnia (Lady Arlena Plata), e con lei organizzerà la resistenza contro il dragone Gellidus.

### Goldmoon
Moglie di Riverwind, Goldmoon è la figlia di un capo barbaro della tribù di Que-shu, ed è una bellissima donna dai capelli d'argento e d'oro e dal portamento regale. Dopo essersi innamorata di Riverwind, figlio di un uomo di umili origini e malvisto dalla comunità per il suo rifiuto di riconoscere al capovillaggio il grado di divinità, lo attende invano per anni, quando egli si allontana dal villaggio per svolgere il compito assegnatogli dal padre di Goldmoon: nel frattempo, la fanciulla prende gradualmente il controllo del villaggio mentre il padre sprofonda sempre più nella demenza senile, e passa lunghi e tristi anni a sottrarsi ai complotti contro la sua persona. Quando finalmente Riverwind torna dal suo viaggio, pazzo di febbre e con uno strano bastone in mano, Goldmoon gli fa scudo con il proprio corpo mentre la gente si fa avanti per lapidarlo e viene trasportata con lui fino a Solace dal potere del bastone.
A Solace, Goldmoon prende la decisione di unirsi al neonato gruppo degli Eroi delle Lance e scopre a poco a poco i poteri taumaturgici del suo bastone, mentre le forze del male di Takhisis le danno la caccia per sottrarglielo: la sua fuga dà inconsapevolmente inizio alla Guerra delle Lance. Infine, a Xak-Tsaroth, ella riceve da Mishakal il difficile incarico di riportare la fede nei veri dèi nel mondo ed il potere di risanare le ferite con il semplice tocco delle mani, diventando così il primo vero chierico su Krynn dai tempi del Cataclisma.

## H

### Horkin
Insegnante di Raistlin Majere all'interno dell'esercito del Barone Pazzo, Mastro Horkin è un novizio che non ha mai sostenuto la Prova, ed in quanto tale indossa le vesti marroni e non è ammesso all'interno di alcuna scuola. Il suo aspetto di lunatico e vanaglorioso ubriacone, che vanta spesso di aver passato notti intere a scambiarsi una bottiglia con Lunitari in persona (o, come la chiama lui, la cara Luni), viene smentito dalla sua straordinaria abilità di mago combattente, in grado di spiazzare persino un mago addestrato e talentuoso come Raistlin.

### Huma Dragonbane
Creato da Richard A. Knaak, Huma Dragonbane è un Cavaliere di Solamnia, appartenente all'Ordine della Corona, noto per aver sconfitto Takhisis e per averla costretta ad andare via da Krynn, ricacciandola nell'Abisso. È commemorato nel primo volume della trilogia degli Eroi di Dragonlance. Huma trovò le dragonlance e con esse fornì il potere necessario ai suoi alleati per sconfiggere Takhisis. I suoi compagni furono Kaz, un minotauro, e Magius, un mago dalle Vesti Rosse. Egli si innamorò inconsapevolmente del suo drago d'argento, Gwyneth. Anche se percepì immediatamente il problema della differenza razziale, alla fine, ammise il suo amore per lei. Sconfisse Takhisis e la costrinse a giurare che non sarebbe rientrata di nuovo nel mondo, anche se in seguito lei cercherà di farlo numerose volte. Dopo l'impresa, Huma morì per le ferite. La sua vittoria segna la fine della Terza Guerra dei Draghi e dell'Era dei Sogni.

## I

### Iolanthe
Iolanthe è una giovane maga dalle Vesti Nere che Raistlin incontra durante il suo soggiorno a Neraka, la città dell'Imperatore Ariakas e del suo esercito. A Neraka è nota come "la strega", ma è anche lei a riferirsi a sé stessa con questo soprannome. Iolanthe ha folti capelli neri, lunghi fino alle spalle con frangia retta, e ha occhi violetto evidenziati dal khol nero. I suoi look sono molto estrosi, esotici e sensuali. Le sue vesti nere sono a più strati e sono bordate di rune dorate ricamate. Ama portare braccialetti dai campanellini dorati ai polsi e alle caviglie. Non appena conosce Raistlin Majere, appena giunto a Neraka in cerca di fama, lei tenta subito di essere sua amica e di aiutarlo, soprattutto perché ha capito che è fratello della potente Signora dei Draghi Kitiara. È una ragazza proveniente da Khur. Era la figlia di una famiglia benestante imparentata con i Re Guerrieri. A quindici anni, per non sposare un uomo molto più vecchio di lei, scappò via dalla sua famiglia e andò a Khuri-Khan. Una volta lì, pagò un mago affinché le insegnasse le vie della magia, per la quale altrimenti non avrebbe mai avuto il permesso dei suoi genitori. Tuttavia il suo fidanzato la trovò, e dopo che lui la ebbe sposata con la forza, lei lo uccise. Il servitore dell'uomo fuggì, giurando vendetta contro di lei e la sua famiglia, causando una faida tra le loro famiglie. Lei lasciò immediatamente Khuri-Khan e viaggiò fino alla Torre di Wayreth, dove divenne studentessa di Ladonna. Affrontò la Prova dell'Alta Stregoneria all'età di 26 anni. Dopo aver superato la Prova, e durante le Guerre delle Lance, Iolanthe si recò a Neraka. Per guadagnare del denaro, praticava le danze esotiche tipiche del suo popolo nelle taverne locali. Qui attirò l'attenzione dell'imperatore Ariakas e divenne la sua amante. Dopo che ebbe incontrato la Dama Azzurra, iniziò a istigare lei e Ariakas l'uno contro l'altro. Questa era la situazione al momento del suo incontro con Raistlin Majere.

## K

### Kaz il Minotauro
Kaz è un Minotauro che originariamente combatte per Takhisis, ma si ribella ai suoi comandanti orchi e abbandona l'esercito della Regina delle Tenebre. Dopo la diserzione, Kaz è catturato da una banda di Goblin ed è liberato da Huma Dragonbane. Egli giura di ripagare Huma e diventa un valido alleato per i Cavalieri di Solamnia, fornendo loro dettagli sulle armate della Regina Oscura e sulle loro tattiche. Kaz diventa un amico leale di Huma, rischiando la propria vita per lui più di una volta. Dopo la morte di Huma nel combattimento contro Takhisis, Kaz ritorna nella sua patria. I seguaci di Kaz e di Kiri-Jolith formano una società segreta fondata sui valori di Kaz e sul grande senso dell'onore e della lealtà che Kaz aveva imparato da Huma.

### Kith-Kanan
Kith-Kanan è il primo Portavoce del Sole, capo e fondatore della nazione elfica di Qualinesti. Suo padre è Sithel, presidente delle Stelle, e ha un fratello gemello, Sithas. Alla fine fugge da Silvanesti e dalla sua vita regale, e si unisce a un'elfa in una foresta. Lei rimane incinta di un bambino, ma viene uccisa e il bambino successivamente uscirà dall'albero nel quale la madre si era trasformata. Successivamente, Kith-Kanan costruisce una città di nome Sithelbec; quando il padre viene a visitare la città, Sithel viene ucciso da sicari dell'Ergoth. Egli allora conduce gli elfi contro la nazione dell'Ergoth, e quando vince, è firmato il patto della "Spada Rinfoderata", ed esso garantisce a Kith-Kanan la terra per creare la nazione di Qualinesti. Kith-Kanan costruisce lì la nuova nazione elfica, e alla fine, l'albero che contiene il suo primogenito Silveran si rompe e rivela il bambino. Attraverso la magia di un altro dei figli di Kith-Kanan, Ulvian, Silveran ferisce mortalmente suo padre. Kith-Kanan perdona Ulvian e nomina Silveran suo erede. Egli è sepolto nel tunnel chiamato Sla-Mori, che conduce dalle terre elfiche alla fortezza di Pax Tharkas.

### Kitiara Uth Matar
Puoi trovare l'articolo riguardante questo personaggio andando alla pagina Kitiara Uth Matar.

## L

### Laura Majere
Laura Majere (373 AC -) è una figlia di Caramon e Tika Waylan Majere. A differenza dei suoi fratelli o genitori, Laura non ricercò una vita avventurosa, ma gestì la Locanda dell'Ultima Casa dopo i suoi genitori. Lei ha capelli rossi, che successivamente divennero bianchi.

### Lauranthalasa
Puoi trovare l'articolo riguardante questo personaggio andando alla pagina Lauranthalasa.

### Lemuel
Lemuel è un mago con la passione per le piante, che non aveva mai desiderato diventare tale, ma che voleva fare il contadino, ed era talmente poco portato per la magia che il Conclave stesso gli sconsigliò di affrontare la Prova, perché sarebbe equivalso a un suicidio. Per questo fu una grande delusione per il padre, che invece era un talentuoso mago guerriero. Raistlin lo incontra quando decide di recarsi alla Fiera della Festa del Raccolto di Haven, dove, come ha avuto modo di sapere dal suo Maestro Theobald, si trovano alcuni negozi di articoli magici e in particolare uno, proprio di Lemuel, dove potrà trovare nuove varietà di piante da aggiungere alla sua collezione. Raistlin si reca al negozio di Lemuel, ma scopre che questi è costretto a scappare via da Haven a causa delle minacce ricevute dalla setta fasulla dei Belzoriti. Raistlin viene a sapere che il padre di Lemuel era un mago guerriero, e così Lemuel, in un impeto di generosità, gli dona tutti i libri rimasti del padre. Raistlin si affeziona a Lemuel, e decide che cercherà di fare in modo che il mago non debba andare via. Raistlin riesce effettivamente a causare la caduta della setta, e a impedire che Lemuel debba andare via dalla sua città natale. Raistlin viene aiutato da Lemuel, colmo di gratitudine nei suoi confronti, quando è stato appena salvato dai suoi amici dal rogo, dove i Belzoriti stavano cercando di eliminarlo. Lemuel avrà inoltre un ruolo fondamentale nella Prova di Raistlin, anche se non compare mai in essa. Lemuel, tempo dopo che Raistlin ha ormai affrontato la Prova essendone uscito terribilmente cambiato, lo aiuterà inoltre mentre è gravemente ammalato.

### Linsha Majere
Figlia di Palin e Usha Majere, Linsha si unì ai Cavalieri di Solamnia in onore dei fratelli di suo padre. Linsha si specializzò nelle missioni dove la furtività era un fattore importante, spesso ottenendo informazioni importanti per i Cavalieri. Lei divenne la prima donna ad unirsi all'Ordine della Rosa, l'Ordine più alto presso i Cavalieri di Solamnia.

### Lorac Caladon
Re di Silvanesti e padre di Alhana Starbreeze. Viene soggiogato dal drago verde Cyan Bloodbane, mentre è sotto l'influsso del Globo dei Draghi, che aveva precedentemente sottratto ad una delle torri e tentato di usare per difendere la sua terra dall'attacco del Signore dei Draghi Salah-Kahn. Completamente impazzito, e liberato dagli Eroi delle Lance, muore dopo che l'incubo di Silvanesti sembra essere stato spezzato.

## M

### Magius
Di questo grande mago in realtà non si conosce molto. Le leggende tramandano che egli era compagno e amico del grande Huma nella rinomata battaglia delle lance e che in questa occasione sia morto valorosamente a fianco dell'eroe. La sua figura è assai importante per i maghi in quanto questa battaglia diede lustro a tutto il mondo dei maghi, che non erano mai stati visti di buon occhio. Fu grazie a Magius, inoltre, che ai maghi fu permesso di portare con sé una piccola arma, da usare come ultima risorsa quando tutti gli incantesimi sono finiti.
Ancora più famoso è il suo bastone, fatto di legno liscio al tatto, sormontato da un artiglio di drago che stringe una sfera, dotato di incredibili poteri magici. Dopo la fatidica prova di magia affrontata da Raistlin a rischio della vita, esso gli fu donato da Par-Salian per sostenerlo nella sua infermità.

### Maquesta Kar-thon
Comandante della Perechon, è una forzuta donna di colore proveniente dall'Ergoth del Nord. Alla sua ciurma appartiene Berem, l'Uomo Eterno, come timoniere. Gli Eroi delle Lance si servono della sua nave per attraversare il Mare di Sangue di Istar, ma l'improvviso intervento di Kitiara provoca l'affondamento della Perechon, da cui si salveranno soltanto pochi tra gli uomini dell'equipaggio grazie all'intervento degli elfi marini.

### Mina
Orfana, viene ritrovata in seguito ad un naufragio marittimo. Viene accolta nella Cittadella della Luce, dove Goldmoon cresce la ragazza come se fosse sua figlia. Però, raggiunti i quattordici anni, la ragazza fugge dalla Cittadella, per ragione ignote a tutti. Riappare la notte della tempesta, durante La guerra delle Anime, venendo a capo di uno degli eserciti dei cavalieri di Neraka (prima conosciuti come cavalieri di Takhisis). La ragazza si proclama portavoce di una nuova divinità su Krynn che lei definisce "Dio Unico". Opera innumerevoli miracoli in suo nome. Penetra lo scudo di Silvanesti, smascherando in seguito il malvagio drago verde Cyan Bloodbane. Dopo conquista la fiducia degli elfi, guarendoli dalla malattia che aveva diffuso lo scudo e opera un miracolo di grande portata la sera del banchetto, quando Silvanoshei, innamorato di lei, le dona inconsapevolmente un anello avvelenato. La ragazza torna in vita in seguito, emergendo dal fuoco della sua pira funeraria, eliminando il suo vero assassino: Lord Targonne, Il signore della Notte. In seguito, conquista lei stessa tale titolo, prendendo il posto del suo avaro predecessore. Successivamente raccoglie a sé i draghi e conquista Saction. Raggiunge la torre dell'Alta Stregoneria, che prima si ergeva a Palanthas ma che Dalamar aveva nascosto per non farla finire nelle mani dei draghi dominatori. Lì incontra Goldmoon e le rivela l'identità della dea unica, che si scopre essere Takhisis. Goldmoon rifiuta il potere che la dea le concede e per questo motivo la uccide, ripristinando la sua giovinezza che le aveva tolto, per poter attuare un piano più grande. Successivamente Mina elimina Dalamar e Palin, trasformandoli in servi zombie, convinta di poter attirare Tasslehoff, in modo da ottenere il congegno che il kender aveva usato per spostarsi nel tempo. Successivamente raduna le anime bloccate su Krynn del suo dio e muove attacco verso Solanthus, dove stabilisce la sua sede e il tempio di Takhisis. Elimina la dragonessa Malys, dopo averla fatta infuriare perché aveva ordinato all'esercito di anime di rubare il suo totem. La ragazza esce morente dallo scontro, ma viene salvata dalla sua dea, anche se prima punisce la fanciulla per aver fallito e non essersi resa conto che durante lo scontro con la dragonessa, Palin aiutato dal drago d'argento cieco Mirror, hanno distrutto il totem che le avrebbe permesso di potersi manifestare su questo piano dimensionale. Allo scontro finale contro elfi e cavalieri solamnici, alleati con i draghi d'argento, l'esercito della ragazza viene sconfitto. Takhisis si manifesta davanti a loro al tempio, sotto spoglie mortali, dove viene uccisa da Silvanoshei, che viene ucciso dalla stessa Mina. La ragazza sparisce con il cuore colmo di rancore verso la razza elfica e con la promessa che avrebbe vendicato la sua dea.
Nella saga "Il discepolo dell'oscurità" si svela finalmente l'identità di questo personaggio, scoprendo che è figlia di Paladine e Mishakal, indotta con l'inganno da Takhisis a credere di essere una mortale, per potersene servire per i propri scopi. All'inizio ella era la dea dell'innocenza e la purezza, dopo gli avvenimenti dei tre volumi, ella è la dea delle lacrime e l'unica divinità a possedere (relativamente alle caratteristiche del gioco di ruolo) un doppio allineamento, quindi, non si schiera da nessuna delle tre fazioni.

## O

### Otik Sandeth
Proprietario della locanda "l'ultima casa" di Solace, di cui sono molto apprezzate le sue famose patate speziate. Alla sua morte, la gestione della locanda passa alla figlia adottiva Tika e al marito di lei Caramon Majere.

## P

### Paladine
Puoi trovare l'articolo riguardante questa divinità alla pagina Divinità di Dragonlance, nella sezione Paladine.

### Palin Majere
Palin Rintalaisin Majere è il figlio di Caramon Majere e Tika Waylan, nonché unico nella famiglia Majere (prima della nascita dei suoi figli) ad usare la magia. Palin è il degno nipote di suo zio Raistlin ed è la dimostrazione di come l'arcimago sarebbe potuto essere se avesse scelto di portare le Vesti Bianche.
Nel libro I draghi dell'estate di fuoco combatte contro il Padre degli Dei, Chaos, e usando un incantesimo che lo stesso Magius non era mai riuscito a governare riesce a ferirlo causandone la caduta e la salvezza per Krynn. Lo stesso zio, Raistlin, gli conferma che lui è il più grande arcimago di tutti i tempi.
Sposerà Usha, la figlia degli Irda, dopo averla creduta per breve tempo sua cugina, ed assisterà impotente come capo del Conclave al progressivo crollo della magia durante la Quinta Era.
Durante la quinta era, Palin scoprirà la magia naturale o stregoneria grazie all'aiuto di Takhisis, pur senza rendersene conto, per poi perderla (insieme agli altri incantatori) durante la Guerra delle Anime. Imprigionato e sottoposto a tortura dalla dragonessa Beryllinthranox, che riteneva responsabili dell'indebolimento dei suoi poteri gli utenti di magia umani, verrà rilasciato quando questa si convincerà che neppure Palin conosce i motivi del progressivo indebolimento della magia. Ucciso, insieme a Dalamar, da Mina durante la guerra, al suo termine, con il ritorno degli dèi, egli verrà riportato in vita grazie all'intercessione di suo zio Raistlin presso le tre divinità della magia (Solinari, Lunitari e Nuitari), ma rifiuterà l'offerta dei vecchi poteri, per poter dedicarsi interamente alla propria famiglia che aveva trascurato negli ultimi anni.
Alcuni anni dopo la Guerra delle Anime diverrà sindaco di Solace.

### Par-Salian
Arcimago della torre della grande stregoneria di Wayreth, nonché capo delle Vesti Bianche e del conclave dei maghi, è colui che sottopone alla Prova Raistlin forgiando così il carattere del giovane mago o, come dice lui, forgiando "una spada per gli Dei". Dona a Raistlin il potentissimo bastone di Magius e gli impone gli occhi a forma di clessidra. 
Dopo gli eventi narrati ne "Le Leggende di Dragonlance" lascerà i suoi incarichi: come capo del conclave sarà sostituito dal capo delle vesti rosse Justarius (padre della maga Jenna, futura compagna di Dalamar) e come capo delle vesti bianche da Dunbar Mastersmate, un mago di mare ergottiano.

### Porthios
Figlio del Portavoce dei Soli Solostaran, è fratello di Gilthanas e di Laurana e fratello adottivo di Tanis Mezzelfo. Severo ed aggressivo, acquisterà progressivamente più umanità dopo il suo matrimonio con Alhana Starbreeze e verrà bandito dal regno degli elfi assieme alla moglie, diventando un "elfo scuro" (cioè allontanato dalla luce), quando avverrà il colpo di Stato mirato a mettere sul trono di Qualinesti Gilthas, il figlio di Tanis Mezzelfo e di Laurana.
Poco prima della guerra contro Chaos avrà un figlio da Alhana, Silvanoshei. Durante la Guerra con Chaos Porthios rimarrà sfigurato e, dato per morto, si rifugerà tra i Kagonesti, senza più dare notizie di sé alla moglie e agli elfi rimastigli fedeli dopo il colpo di Stato a Qualinesti.

## R

### Raistlin Majere
Puoi trovare l'articolo riguardante questo personaggio andando alla pagina Raistlin Majere.

### Rannoch
Durante le Battaglie Perdute, per porre fine alle lotte si giunse a un accordo e i maghi accettarono di abbandonare le torri e di rifugiarsi a Wayreth. Il Re Prete prese possesso della Torre di Istar ma quando tentò di prendere la bellissima Torre di Palanthas, fu fermato dalla Veste Nera Rannoch. Piuttosto che cedere la Torre, il mago si uccise buttandosi dalla finestra e trafiggendosi sulle punte dei cancelli della torre. Rannoch, col suo sangue, sigillò un patto con Nuitari, e scagliò una maledizione sulla Torre. Da quel momento i cancelli serrarono la torre, che, prima meravigliosa e splendente di marmi candidi, divenne nera e avvolta dall’oscurità. Un bosco impenetrabile e macabro sorse intorno, il bosco di Shoikan. Malvagi fantasmi e ombre di non-morti si ersero a guardia della torre, in attesa che, un giorno, un nuovo Maestro aprisse i cancelli: il Maestro del Passato e del Presente. La predizione si avverò quando Raistlin Majere prese possesso della Torre.

### Reorx
Puoi trovare l'articolo riguardante questa divinità alla pagina Reorx, nella sezione Divinità di Dragonlance.

### Re Prete
Re Prete è un titolo ottenuto dal capo di Istar, città (e impero) che in realtà è una teocrazia. Alla fine, l'ultimo Re Prete di Istar, Beldinas Pilofiro, mise fuori legge il culto di tutti gli dei del male e della neutralità, e attaccò il culto della maggior parte degli dei del bene. Chiese con arroganza a Paladine che gli fosse dato il potere di controllare l'umanità, in modo da distruggere tutte le razze "inferiori", e questo fu uno di quegli atti che causarono il Cataclisma, quando la Montagna di Fuoco, predetta da un amico del Re Prete Beldinas, precipitò su Krynn, distruggendo il Sacro Impero di Istar nel Continente di Ansalon.

### Riverwind
Marito di Goldmoon, è il primo uomo in tutto Ansalon dopo il Cataclisma a ricevere un segno tangibile dei veri dèi: Mishakal infatti, dea della guarigione, gli donerà il bastone di cristallo azzurro, grazie al quale comincerà la rivincita degli uomini nella Guerra delle Lance. Per sposare Goldmoon, intraprenderà un eroico viaggio nelle rovine di Xak Tsaroth, dove sarà attaccato da una potente dragonessa nera, Onyx. Sopravvissuto al confronto, torna al villaggio con un miracoloso bastone di cristallo donatogli dalla dea Mishakal, ma sarà accusato di inganno e lapidato. Si salva grazie all'intervento del Bastone stesso, che trascinerà lui e Goldmoon nella città di Solace, dove prenderà parte alla Guerra delle Lance. Tornato a Xak Tsaroth affronta nuovamente la dragonessa nera e viene ferito a morte, ma il bastone lo risana. Finita la guerra, si stabilisce a vivere con Goldmoon e muore infine tentando di proteggere la sua città dall'attacco dell'immensa dragonessa rossa Malystrix.

### Rosamun Majere
Madre di Raistlin, Caramon e Kitiara, è una veggente alla quale non è stato mai insegnato a controllare il proprio potere e che pertanto se ne farà completamente dominare. Assente e stralunata, cade spesso in trance dalle quali non si sveglia per giorni. Morirà d'inedia colta da una crisi più violenta del solito in seguito alla morte del secondo marito, Gilon Majere.

## S

### Senatore Rashas
Alto dignitario di Qualinesti, il senatore Rashas ha ordito una congiura assieme ad un generale di Silvanesti per rovesciare il trono degli elfi ed usurpare il posto dei legittimi sovrani, Alhana Starbreeze e Porthios, servendosi della curiosità del giovane Gilthas per quei luoghi che egli considera sua patria pur non avendoli mai visti. Attirato il giovane figlio di Tanis Mezzelfo a Qualinesti con l'inganno, Rashas lo ricatterà e lo costringerà a farsi incoronare Portavoce del Sole, pena l'uccisione della legittima sovrana: in questo modo, e con il successivo esilio di Alhana e Porthios dalle terre elfiche, il senatore spera di poter governare Gilthas come fosse un fantoccio e di riportare quindi gli elfi sull'antica via del razzismo e dell'isolazionismo, che gli sforzi congiunti dei nuovi sovrani stavano appena riuscendo a deviare. La follia del senatore Rashas non ha fatto però i conti con il giovane Gilthas, tutt'altro che disposto a passare il resto dei suoi giorni come una marionetta sul trono.

### Silvara
È un drago d'argento che si spaccia per un elfo Kaganesti. Sorella del drago che aiutò Huma nella sua impresa, anche lei è costretta a patire il medesimo triste destino: s'innamora infatti di Gilthanas, fratello adottivo di Tanis, e ad entrambi è affidato l'orribile compito di scoprire per quale motivo la Regina delle Tenebre abbia rubato le uova dei draghi buoni.

### Steel Brightblade
Cavaliere di Takhisis, figlio di Sturm Brightblade e della signora dei draghi Kitiara Uth Matar.
Steel cresce a Palanthas insieme a Sara Dunstan, una donna che prestò aiuto a sua madre durante il parto, e vive turbato dal contrasto fra gli spiriti dei suoi genitori che si danno battaglia dentro di lui: sua madre cerca di trascinarlo verso le tenebre che lei ha servito, mentre suo padre cerca di portarlo sulla via della luce e, quando Steel entrerà a far parte dei Cavalieri Oscuri, gli donerà la sua spada e il ciondolo elfico, pegno di amore eterno, da lui ricevuto da Alhana.
Dopo una battaglia conoscerà suo cugino Palin Majere e scoprirà che durante lo scontro appena terminato i fratelli di quest'ultimo hanno perso la vita. Acconsentirà a portare i corpi dei cugini a Solace, in modo che possano essere sepolti con dignità: durante il viaggio di ritorno, però, si lascerà sfuggire il prigioniero Palin e tornerà al suo accampamento per subire la pena che gli spetta. Arriverà vicino alla morte, ma verrà salvato dall'arrivo di Palin.
Parteciperà alla Guerra del Caos, cavalcando Flare, la femmina di drago azzurro sua compagna. Durante questa battaglia il Caos, padre degli dei, colpirà la dragonessa che, ormai col collo spezzato, crollerà a terra portando con sé il suo cavaliere.
Steel verrà sepolto nella Tomba degli Ultimi Eroi, vicino a Tanis Mezzelfo, su un lucido catafalco di marmo nero, con la spada paterna tra le mani.

### Sturm Brightblade
Puoi trovare l'articolo riguardante questo personaggio andando alla pagina Sturm Brightblade.

### Sturm Majere
Figlio di Caramon e Tika, Sturm porta il nome del nobile Cavaliere di Solamnia morto durante la Guerra delle Lance, ed è più vecchio di Palin ma più giovane di Tanin. È un ragazzo spensierato e giocherellone, sempre intento a far da paciere tra i suoi due fratelli più turbolenti, ed è lo spadaccino più in gamba dell'intera famiglia. Morirà al fianco del fratello all'inizio della Guerra del Caos, per proteggere la vita del giovane Palin.

## T

### Takhisis
Puoi trovare l'articolo riguardante questa divinità alla sezione Takhisis, nella pagina Divinità di Dragonlance.

### Tanin Majere
Figlio maggiore di Caramon e Tika, Tanin prende il nome dal grande amico di suo padre, Tanis Mezzelfo, che è anche il suo padrino. Severo e coraggioso, il giovane ammira incondizionatamente l'Eroe di cui porta il nome e tenta in ogni modo di assomigliarvi, cosa che lo ha portato a sviluppare quindi un profondissimo senso di responsabilità; la sua costituzione robusta, ereditata dal padre, ne fa un eccellente guerriero, ma dalla madre si porta dietro gli occhi verdi, i capelli ricci ed un carattere piuttosto irascibile.
Legatissimo ai due fratelli più piccoli, Sturm e Palin, ma soprattutto al giovane mago, Tanin morirà insieme all'altro guerriero nel corso di una battaglia contro gli Eserciti dei Draghi, proprio allo scopo di proteggere il minore dei suoi fratelli.

### Tanis Mezzelfo
Puoi trovare l'articolo riguardante questo personaggio andando alla pagina Tanis Mezzelfo.

### Tanthalas Mezzelfo
È il nome elfico di Tanis Mezzelfo

### Tasslehoff Burrfoot
Puoi trovare l'articolo riguardante questo personaggio andando alla pagina Tasslehoff Burrfoot.

### Theobald
Maestro di scuola di Raistlin Majere. Ignorante e mediocre, Theobald ha come unico merito quello d'insegnare al giovane Raistlin i rudimenti della magia, in modo da fornirgli i mezzi per superare la Prova e diventare così un apprendista. Sul suo conto, Raistlin si esprime definendolo "un uomo privo di ambizione, nel quale la scintilla creativa era ormai stata soffocata, sempre che essa fosse mai stata accesa". Divenne Maestro per gentile concessione di Par-Salian, l'allora Capo del Conclave, che vide durante la Prova la morte del giovane e mediocre mago, così gli fece probabilmente la proposta di salvargli la vita facendogli superare volutamente la Prova, in cambio del fatto che Theobald avrebbe dovuto insegnare ai bambini i rudimenti della magia, intraprendendo l'odiata carriera di insegnante; Theobal accettò, indossò le rossi vesti e divenne maestro.

### Theros Ironfeld
Fabbro della città di Solace dopo la partenza di Flint, Theros subirà la perdita di un braccio durante il sacco della città da parte delle truppe draconiche, ma riuscirà a farsi impiantare al suo posto un braccio d'argento. Sarà grazie al suo tocco, e all'aiuto fornito dal Martello di Kharas, che verranno di nuovo forgiate le dragonlance.

### Tika Waylan
Figlia di un noto prestigiatore locale di Solace, Tika è stata praticamente adottata da Otik Sandek, proprietario della superba Locanda dell'Ultima Dimora, che poi le passerà in eredità quando gli anni e le vecchie ferite di guerra gli impediranno di continuare il proprio lavoro.
Unitasi alla compagnia degli Eroi delle Lance durante la seconda parte della guerra, Tika diventerà famosa per il suo inimitabile stile di combattimento "a padellate", che costerà la vita a più di un incauto draconico.
L'aspetto più triste della sua vita è forse l'amore per Caramon, che rischierà di evolvere in tragedia dopo il crudele abbandono di Raistlin avvenuto alla fine della Guerra delle Lance. Solo dopo che Caramon avrà affrontato tutte le peripezie narrate nelle Leggende, infatti, si tramuterà nel marito devoto e affettuoso che Tika merita.
Con i suoi capelli color delle fiamme, la pelle lentigginosa e le forme audaci, Tika rappresenta un dolce contrasto con Laurana, che invidia appassionatamente per l'algida bellezza elfica e per il comportamento aggraziato. Ma la tenerezza di Tika, unita al carattere d'acciaio che le è solito nei momenti duri, non ha da invidiare a nessun altro personaggio creato dagli autori della serie.

## U

### Usha
Puoi trovare l'articolo riguardante questo personaggio andando alla pagina Usha.

## V

### Vedova Judith
La vedova Judith è un personaggio di "Raistlin - L'Alba del Male". Di fatto si rivela essere una maga rinnegata. Quando i gemelli hanno tredici anni, tornando dalla scuola dove ha passato l'inverno, Raistlin scopre che la madre è aiutata da una certa "Vedova Judith", che la assiste senza volere niente in cambio, per obbligo religioso personale. La cosa insospettisce parecchio Raistlin, che inoltre si sente anche in colpa per aver abbandonato sua madre alle cure di un'estranea, ma giunto in casa ha modo di vedere che in effetti Rosamun sta molto meglio e non cade più nelle sue trance; tuttavia nota anche che la vedova Judith non sembra vederlo di buon occhio. I gemelli passano le vacanze estive in un clima familiare decisamente più tranquillo, ma Raistlin si sente quasi un estraneo in questo nuovo ambiente creatosi grazie alla Vedova. Quando Raistlin deve tornare a scuola, però, la madre Rosamun, afferma stranamente e in modo del tutto nuovo che non è convinta del fatto che il figlio vada a studiare la magia. Un giorno, a casa, Raistlin sente una conversazione tra sua madre e la Vedova Judith, nella quale la donna chiede a Rosamun perché i suoi figli e suo marito non si siano ancora convertiti alla religione del dio Belzor. Raistlin viene scoperto dalla Vedova, che manifesta già da tempo una grande ostilità nei suoi confronti, ricambiata dalla diffidenza del giovane. Tempo dopo avviene un grave incidente al padre dei gemelli, che è schiacciato da un albero sul Picco dell'Occhio che Prega. Trasportato fino a Solace, nonostante la vedova Judith cerchi di convincere la folla che il dio Belzor guarirà Gilon, questi muore. La moglie però si rifiuta di credere che sia morto, e si aggrappa disperatamente alla sua fede. Dato che è palese lo sconcerto di molti neoconvertiti, Judith scaglia dunque pesanti accuse sulla famiglia Majere per giustificare la mancata guarigione, e provoca l'ira di Raistlin, che viene fermato da Caramon. La comunità però difende i gemelli e la madre, e la donna è infine costretta a lasciare Solace. Quando ormai i gemelli hanno compiuto venti anni, Raistlin decide di recarsi alla Fiera della Festa del Raccolto di Haven, ma una volta lì, Raistlin, Caramon e Kitiara vengono a sapere che ad Haven si trova la setta dei seguaci del dio Belzor, a cui fa capo proprio la "Vedova" Judith e suo marito. Il giovane, che vuole scoprire di più sul dio e sui presunti "miracoli" dei Belzoriti, decide di recarsi al tempio, ma dato che ai maghi è proibito l'accesso, è costretto a travestirsi, nonostante sia solo un novizio. Con lui vanno anche Caramon, Kitiara e Sturm. Una volta dentro, dopo canti snervanti, nell'arena appare finalmente la Vedova, che ingrandisce e rende viva un'enorme statua di marmo alle sue spalle, che raffigura una vipera, la personificazione del dio Belzor. La Somma Sacerdotessa, che afferma di comunicare con il mondo dell'Oltretomba, parla per conto dei defunti su richiesta di alcuni fedeli davanti a lei. Tuttavia appare presto chiaro come dietro tutto questo ci siano solamente interessi economici, in quanto il dio richiede a ognuno dei richiedenti somme e beni non indifferenti da donare al tempio. Quando una donna povera infatti chiede della sua bambina, Judith non esita a farle credere che la piccola stia soffrendo nel mondo dei morti, a causa del padre il cui bisnonno era un elfo. Raistlin consola la donna, deciso a dimostrare la sera successiva la falsità della setta. La mattina dopo riesce a trascrivere un Incantesimo di Illusione molto al di sopra delle sue capacità, con l'intenzione di usarlo durante il "miracolo". La sera si reca al tempio con Caramon, Kitiara, Tanis, Sturm e Tasslehoff, e, pur essendo soltanto un novizio, crea l'illusione del Kender Gigante di Balifor, che altri non è che Tasslehoff Burrfoot ingrandito. Raistlin dimostra in questo modo che la Vedova Judith ha utilizzato un trucco di magia per attuare i suoi "miracoli", (questo spiega perché i maghi non sono ammessi nel tempio), e con tutto ciò causa una rissa all'interno del tempio. Nel parapiglia generale, i gemelli trovano la Sacerdotessa Judith brutalmente uccisa nelle sue stanze, e Raistlin riconosce nell'arma del delitto il pugnale di Kitiara.